# Macroevoluție
Macroevoluția reprezintă evoluția propriu-zisă, în urma căreia rezultă taxoni mari, de exemplu un regn, o clasă, o familie sau o încrengătură. Macroevoluția decurge în intervale foarte mari de timp, sute de mii sau chiar zeci de milioane de ani, și nu este un proces deci observabil. Contrar spuselor creationisților, macro și microevoluția descriu procese fundamental identice pe scari de timp diferite.
Speciația poate apare ca rezultat al unor diferențe mici, așa cum sunt coloritul sau forma ciocului la unele păsări. Totuși, pe măsură ce speciile evoluează divergent și speciația se repetă, aceste diferențe se acumulează și devin mai pronunțate. Astfel, speciația constituie începutul modificărilor macroevolutive. La fel ca și în cazul microevoluției, transformările macroevolutive se acumulează prin aceleași procese: selecție naturală, mutații, drift genetic, migrație.
Macroevoluția reprezintă acumularea de modificări, pe parcursul a numeroase episoade minore de speciație, care în final duc la transformări evolutive majore.
Teoria darwinistă poate fi extinsă pentru a explica transformările morfologice majore. În majoritatea cazurilor, structurile complexe au evoluat din versiuni mai simple care îndeplineau aceeași funcție.
De exemplu, ochiul uman, este un organ complex, format din numeroase părți componente care conlucrează pentru formarea imaginii și transmiterea informației la creier. Întrebarea pe care și-a pus-o Darwin a fost: cum a putut evolua ochiul uman, întrucât numai ochii complecși sunt utili. În realitate, numeroase animale depind de ochi mult mai simpli decât cei umani. Cu alte cuvinte, afirmația conform căreia selecția naturală nu poate acționa decât atunci când o anumită structură funcțională este deja prezentă, este numai parțial adevărată. O structură deja existentă poate, printr-o schimbare de comportament să-și asume o funcție suplimentară, funcție care, în final, transformă structura originală într-o noutate evolutivă.
Apariția noutăților evolutive poate avea loc pe două căi: intensificarea funcției sau adoptarea unor funcții complet noi.
Intensificarea funcției. În evoluția treptată, majoritatea taxonilor descendenți se deosebesc de strămoșii lor numai cantitativ. Ei pot fi mai mari, cu locomoție mai rapidă, mai colorați etc. Cu toate acestea, etapa finală a schimbării evolutive treptate este adesea foarte diferită de primii ancestori, încât reprezintă un salt evolutiv important.
Exemplul cel mai spectaculos de intensificare a funcției este reprezentat tocmai de ochi. Cel mai primitiv stadiu este o pată pe epidermă, sensibilă la lumină. De la început, o asemenea pată conferă un avantaj selectiv și orice modificare a fenotipului care intensifică funcționarea acestei pete este favorizată de selecție. Aceste modificări includ: depunere de pigment, îngroșarea epidermei ce determină formare unei structuri asemănătoare unei lentile, dezvoltarea musculaturii necesare mișcării ochiului etc. Dar, cel mai important proces a fost dezvoltarea unui țesut nervos fotosensibil de tipul retinei.
Organele de tipul ochiului s-au dezvoltat în seria animală independent de cel puțin 40 de ori, iar toate etapele se regăsesc la specii actuale. Deși ochiul complex de la moluște a evoluat independent de cel al vertebratelor, ambii provin din ancestorii ce aveau celule fotoreceptoare. Cele mai multe organe fotosensibile de la nevertebrate nu au perfecțiunea ochilor vertebratelor, cefalopodelor și insectelor, dar apariția și evoluția lor ulterioară a fost determinată de selecția naturală, care a favorizat orice mic avantaj. În decursul istoriei sale evolutive, ochiul și-a păstrat însă funcția de bază, respectiv văzul.
Schimbarea funcției. Dobândirea de noi organe se poate face nu numai prin intensificarea funcției, ci și prin schimbarea funcției unei structuri deja existente. O astfel de schimbare impune ca structura respectivă să îndeplinească simultan atât funcția nouă, cât și vechea funcție.
De exemplu, aripile păsărilor primitive, folosite pentru zbor planat, au fost folosite în final și pentru zborul propriu-zis. Există numeroase cazuri de noutăți evolutive, care pot fi explicate prin schimbarea funcției. Astfel, la pești plămânii au fost convertiți în vezică înotătoare, iar extremitățile artropodelor au dobândit o serie întreagă de noi funcții.
În multe cazuri este vorba mai curând despre schimbarea rolului ecologic decât despre o funcție nouă. Cele mai spectaculoase apariții ale unor structuri noi sau ale unor însușiri noi în istoria organismelor s-au datorat unor schimbări ale rolului ecologic. O schimbare a funcție poate avea, de asemenea un rol în speciație.
Orice schimbare a funcției generează un salt, deși totul se produce gradat. Întâi afectează un individ din populație, dar devine semnificativ din punct de vedere evolutiv numai dacă această schimbare este favorizată de selecția naturală și se răspândește treptat la alți indivizi din populație, iar apoi la alte populații ale speciei. Din acest moment, chiar evoluția prin schimbarea funcției este un proces treptat.